# The Hidden Curriculum
The Hidden Curriculum (1970) é um livro do psiquiatra Benson R. Snyder (29 de março de 1923,  Glen Ridge, Nova Jérsia – 4 de setembro de 2012,  Cambridge, Massachusetts), o então reitor de relações institucionais do Instituto de Tecnologia de Massachusetts. Snyder defende a tese de que muitos dos conflitos no campus e da ansiedade pessoal dos alunos são causados por normas académicas e sociais não declaradas. Estas normas ocultas afetam a capacidade de desenvolver-se de forma independente ou de pensar criativamente e formam o que Snyder denomina de currículo oculto. Snyder ilustra a sua tese com estudos psicológicos e outras investigaçaões conduzidas no MIT e no Wellesley College.[carece de fontes?]

## Resumo
A frase "currículo oculto" foi cunhada por Philip W. Jackson no seu livro de 1968 intitulado Life in Classrooms, numa secção sobre a necessidade de os alunos dominarem as expectativas institucionais da escola. Snyder desenvolve isto com observações de instituições específicas. Snyder então aborda a questão de por que os alunos — mesmo ou especialmente os mais talentosos — se afastam da educação. Mesmo esforços honestos para enriquecer os currículos frequentemente falham, diz Snyder, graças à importância do entendimento tácito e não escrito. Snyder diz que, embora alguns alunos não percebam que há uma disjunção entre os dois currículos, num ambiente exigente, os alunos desenvolvem estratégias para lidar com os requisitos que enfrentam.
Muitos alunos descobrem que não conseguem concluir todas as tarefas que lhes são atribuídas; acabam por negligenciar algumas delas. Alguns grupos de alunos mantêm arquivos de exames anteriores, o que só piora esta situação.
A diferença entre os requisitos formais e reais produziu uma dissonância considerável entre os estudantes e resultou em cinismo, desprezo e hipocrisia entre os estudantes, e em dificuldades particulares para os estudantes pertencentes a minorias. Nenhuma parte da comunidade universitária, escreve Snyder, nem os professores, nem a administração, nem os estudantes, deseja o resultado final criado por este processo.
A Saturday Review disse que o livro "ganhará reconhecimento como um dos livros mais convincentes sobre 'agitação universitária'" e que apresenta uma "tese muito provocativa".
O livro foi citado muitas vezes em estudos.